# ТГ (танк)
ТГ, «Танк Гротте» (иногда также встречаются обозначения ТГ-1 и «Танк Гротто») — экспериментальный советский средний танк (из-за мощного вооружения в документах того времени часто проходил как «мощный средний танк»), созданный в 1931 году под руководством работавшего в то время в СССР немецкого инженера-конструктора Эдварда Гротте. Танк отличался использованием большого количества оригинальных решений и новаторских разработок и серьёзно опережал общий уровень мирового танкостроения того времени. По причине высокой цены и общего несоответствия советской промышленности требованиям производства танка, ТГ не был принят на вооружение и серийно не выпускался. Однако опыт, накопленный при проектировании машины, позволил советским конструкторам впоследствии приступить к проектированию танка Т-35.

## История создания
В начале 1930-х годов военно-политическая обстановка требовала от Советского Союза экстренных мер для технического перевооружения армии и выполнения принятой Совнаркомом в 1929 году программы оснащения вооружённых сил бронетехникой. Однако отсутствие в СССР необходимой научной базы и опыта танкостроения сильно тормозило проектирование новых танков и не позволяло создать проект полноценной боевой машины. После ряда неудачных попыток разработки полностью отечественного проекта танка, было решено привлечь специалистов из-за рубежа, в первую очередь — из Германии.
Юридической основой сотрудничества советских и немецких специалистов в военной сфере стал Рапалльский договор, который был заключен между Германией и РСФСР в 1922 году на дипломатических переговорах в Италии. В тексте Договора отсутствовали статьи о военном сотрудничестве сторон, поэтому дальнейшая деятельность в военной сфере осуществлялась негласно.
В марте 1930 года в СССР прибыла приглашённая из Германии группа специалистов во главе с инженером Эдвардом Гротте. Группе поручили разработку проектов перспективных танков для вооружения РККА. В апреле 1930 года группе Гроте было выдано техническое задание на проектирование танка массой 18—20 тонн, бронированием порядка 20 мм, скоростью 35—40 км/ч. Вооружение машины должны были составлять 76,2-мм и 37-мм пушки и 4—5 пулемётов. Все остальные параметры оставлялись на усмотрение немецких инженеров. Для проектирования и постройки опытной машины на Ленинградском заводе «Большевик» было создано конструкторское бюро АВО-5, в состав которого, помимо группы Гроте, вошли также молодые советские инженеры, такие как Н. В. Барыков, ставшие впоследствии известными разработчиками советской бронетехники.
Средний танк получил наименование ТГ (Танк Гротте). Разработка танка велась в обстановке строгой секретности. За проведением работ непосредственно наблюдали представители РВС и правительства СССР. В частности, 17—18 ноября 1930 года на завод «Большевик» прибыл сам Народный комиссар по военным и морским делам СССР (наркомвоенмор) К. Е. Ворошилов. Формально поводом посещения была проверка состояния работ по производству серийных танков, но главный интерес у наркомвоенмора вызывал именно собираемый в тот момент в отдельном цехе прототип ТГ. По результатам посещения К. Ворошилов писал И. В. Сталину:
Готовность танка на сегодня составляет 85 %. Осталась незавершённой достройка моторной группы, коробки скоростей и ряда дополнительных агрегатов. Образец изготавливается в специальной мастерской, где сегодня заняты около 130 рабочих и техников.
В настоящее время постройка танка задерживается из-за тяжёлой болезни самого Э. Гротте, но наши инженеры предполагают, что 15—20 декабря опытный образец всё-таки будет закончен…

Однако из-за ряда технических трудностей опытный образец танка был изготовлен только в апреле 1931 года. Тогда же начались испытания танка.
В случае положительного заключения по прототипу, танк должен был быть запущен в серийное производство с индексом ТГ-1. Для освоения производства машины предполагалось изготовить в 1931 году первую серию в количестве 50—75 танков, а в 1932 году выпустить и направить в войска до 2000 новых боевых машин.

## Описание конструкции
Танк ТГ представлял собой средний танк классической компоновки с трёхъярусным комбинированным расположением пушечно-пулемётного вооружения и противопульным бронированием.

### Корпус и башня
Корпус и башня полностью сварные (впервые в мире). Форма корпуса и башни отличалась оригинальностью и новаторством — танк имел скошенную носовую часть с наклонной установкой бронелистов, подбашенную рубку обтекаемой формы и полусферическую башню. Интересно, что по ряду данных корпус был водо- и газонепроницаем. Изначально планировалось, что подбашенная рубка также будет вращающейся, однако из-за отсутствия необходимого оборудования и опыта погон рубки деформировался, и было решено изготовить образец с невращающейся рубкой. Тем не менее, впоследствии предполагалось устранить этот дефект и сделать вращающуюся рубку.
Лобовая броня корпуса трёхслойная, в особо опасных местах толщиной до 44 мм. Бронирование бортов достигало 24 мм, рубки и башни — 30 мм. В бортах корпуса и в лобовом листе подбашенной коробки имелись шаровые опоры для пулемётов.

### Вооружение
Танк ТГ имел беспрецедентно мощное для среднего танка того времени вооружение.
Основным вооружением танка являлось 76,2-мм полуавтоматическое орудие А-19 (ПС-19), самое мощное танковое орудие в мире на тот момент. А-19 была разработана П. Сячинтовым с использованием 76,2-мм зенитной пушки образца 1914/15 годов (также известной как зенитная пушка Лендера или Тарновского—Лендера). Из-за жёстко заданных габаритов орудие пришлось радикально переработать. Основные изменения сводились к следующему:
- тормоз отката и накатник убраны из-под ствола и размещены справа и слева от ствола;
- изменена конструкция люльки;
- установлены специальный гильзоулавливатель и дульный тормоз конструкции Иванова.

Пушка размещалась на цапфах в лобовом листе подбашенной рубки танка. Благодаря полуавтоматическому заряжанию, скорострельность пушки составляла 10—12 выстрелов в минуту, что в сочетании с высокой начальной скоростью снаряда, равной 588 м/с, делало её поистине грозным оружием. Во время испытаний орудие показало себя неплохо, однако при ведении непрерывной стрельбы предусмотренная в проекте полуавтоматика часто отказывала, что приводило к необходимости ручного разряжания. Боекомплект орудия составлял 50 выстрелов.
Вспомогательное артиллерийское вооружение было представлено 37-мм пушкой большой мощности ПС-1, также разработанной П. Сячинтовым. Орудие устанавливалось в полусферической малой башне на крыше рубки и имело круговой обстрел. Особенностью установки этого орудия была возможность ведения из него как наземной, так и зенитной стрельбы. Благодаря большой длине ствола, начальная скорость снаряда составляла 707 м/с. Боекомплект орудия составлял 80 выстрелов.
Вспомогательное вооружение состояло из пяти 7,62-мм пулемётов — двух ДТ и трёх Максим. Пулемёты ДТ размещались в шаровых установках в бортах корпуса, пулемёты Максим — также в шаровых установках по бортам и в корме рубки. Боекомплект пулемётов составлял 2309 патронов в лентах и дисковых магазинах.
Таким образом, вооружение танка размещалось в три яруса (командирская башня с 37-мм орудием, рубка с 76,2-мм орудием и 3 пулемётами Максим, пулемёты ДТ в бортах корпуса), что должно было обеспечивать массированный, плотный и эффективный огонь во всех направлениях.

### Приборы наблюдения
Особенностью ТГ было использование в качестве приборов наблюдения танковых перископов. Для осуществления наводки пушек имелось два прицела, прикрытых купольными стробоскопами со щелями шириной 0,5 мм, вращающиеся навстречу друг другу моторчиками со скоростью 400—500 об/мин. Такими же перископами, только несколько иной конфигурации, были оборудованы наблюдательная башенка командира на крыше малой башни и три окна механика-водителя в лобовом листе корпуса.

### Двигатель и трансмиссия
Изначально предполагалось оснастить машину двигателем конструкции Гротте. Как и сам танк, двигатель Гротте, разработанный специально для данного танка, отличался большой оригинальностью и представлял собой 8-цилиндровый (два блока по 4 цилиндра, соединены картером) двигатель воздушного охлаждения мощностью 250 л. с. Особой оригинальностью отличались системы смазки и охлаждения. Смазка производилась отдельно для каждого цилиндра через сепараторы и имела специальные продувные камеры, устанавливаемые на роликовых подшипниках (а не в баббите, как во всех моторах того времени). Вкупе со сборным коленчатым валом, это должно было обеспечить очень низкий уровень шума двигателя (ниже легкового автомобиля) и его высокую надёжность.
Однако как раз с надёжностью двигателя возникли основные проблемы. Поскольку к требуемому сроку устранить их не успели, на уже построенную машину установили авиационный двигатель М-6 мощностью 300 л. с. Это потребовало некоторой переделки агрегатов танка, поскольку по габаритам М-6 был несколько больше двигателя Гротте. В частности, двигатель пришлось установить в корпусе открыто. Надо сказать, что двигатель М-6 рассматривался как временная мера — впоследствии предполагалось после доводки всё же установить спроектированный Гротте двигатель и закрыть его бронекапотом. Однако двигатель Гротте так и не был доведён до приемлемого уровня надёжности.
Трансмиссия включала в себя дисковый главный фрикцион сухого трения, коробку передач, бортовые фрикционы, однорядные бортовые редукторы. Коробка передач обеспечивала 4 передачи вперёд и 4 назад при плавном переключении. Такая конструкция КПП позволяла танку двигаться вперед и назад с равными скоростями, что считалось преимуществом для быстрого выхода повреждённого танка из боя. В конструкции коробки передач использовались шестерни с шевронным зацеплением.
Весьма оригинально было решено управление танком — вместо привычных рычагов использовалась рукоятка-регулятор авиационного типа. Повороты осуществлялись соответствующим отклонением рукоятки вправо-влево. Использование пневматических сервоприводов делало процесс управления машиной чрезвычайно лёгким.

### Ходовая часть
Ходовая часть применительно к одному борту состояла из 5 опорных катков большого диаметра с грузошинами и индивидуальной пружинной подвеской с пневматическими амортизаторами, 4 поддерживающих роликов, переднего ленивца и ведущего колеса кормового расположения. Подрессоривание опорных катков было выполнено весьма эффективно и условно разделялось на три уровня. Первым являлась индивидуальная пневматическая подвеска с компрессорными камерами, вторым — индивидуальное подрессоривание катков спиральными пружинами, третьим — полупневматические шины типа «Эластик», которыми снабжались все опорные катки. Все это придавало танку чрезвычайно мягкий ход.
Танк имел очень мягкие пневматические тормоза, которыми снабжались не только ведущие колеса, но и все опорные катки. Таким образом, тормоза обеспечивали торможение как только ведущих колес (во время манёвров), так и экстренное торможение на все колеса борта (по команде водителя или при обрыве гусеничной цепи).
Мелкозвенчатая гусеница имела оригинальную конструкцию: траки крепились торцами к звеньям роликовых цепей. Благодаря такой конструкции и использованию штампованных деталей, гусеница имела высокое сопротивление на разрыв.
Интересно, что конструкция ходовой части ТГ позволяла на ровной и плотной поверхности вручную перекатывать танк с места на место силами нескольких человек.
Ходовая часть прикрывалась бронеэкранами. Для самовытаскивания на слабом грунте на осях направляющих колёс могли крепиться специальные «лапы».

### Дополнительное оборудование
Предполагалась установка на танк радиостанции немецкого типа.

### Экипаж
Экипаж танка состоял из 5 человек: командира танка (он же был наводчиком 37-мм орудия), водителя, пулемётчика, командира 76,2-мм орудия и заряжающего. По одному из вариантов проекта, в рубке мог помещаться ещё один пулемётчик.

## Испытания и боевое применение
С 27 июня по 1 октября 1931 года опытный экземпляр ТГ, изготовленный на заводе «Большевик» к концу апреля 1931 года, проходил ходовые испытания.
В ходе испытаний была достигнута максимальная скорость движения танка 34 км/ч. Танк продемонстрировал неплохую проходимость и манёвренность. Хорошо зарекомендовала себя в работе трансмиссия ТГ, которая благодаря применённым шевронным шестерням и кулачковым муфтам оказалась весьма прочной и надёжной, а использование пневматических приводов делало процесс управления необычайно лёгким, особенно для машины такого веса. Правда, воздушные магистрали периодически выходили из строя из-за плохого качества резины в уплотнениях.
Вместе с тем было отмечено множество конструктивных недоработок. К примеру, размеров боевого отделения рубки вполне хватало для удобной стрельбы из 76,2-мм орудия, но вот одновременная с этим стрельба из хотя бы одного башенного пулемёта была практически невозможна. Размещение в одном картере КПП и бортовых фрикционов затрудняло доступ к ним во время ремонта и вело к перегреву всего узла во время движения. Выявилась также неудовлетворительная работа бортовых тормозов и недостаточная эффективность гусеницы на мягких и вязких грунтах в силу малой высоты гребней гусеницы.
4 октября 1931 года по распоряжению правительства СССР была создана специальная комиссия по тщательному изучению Танка Гротте, возможностей устранения его недостатков и организации серийного производства. Ознакомившись с машиной и результатами испытаний, а также заслушав доклад конструктора, комиссия приняла следующее решение:
Считать, что танк ТГ в данном виде является чисто экспериментальным типом танка, на котором должны быть опробованы в работе все механизмы, представляющие практический интерес…
После устранения технических недоработок дальнейшие работы над танком были прекращены, АВО-5 расформировано, а немецкие специалисты во главе с Эдвардом Гротте в августе 1933 года покинули СССР и вернулись в Германию. Во второй половине 1931 — начале 1932 года проводились работы по созданию более дешёвых и простых в производстве танков на базе ТГ, приведшие к разработке ряда проектов, известных как танки ТА.
Судьба построенного танка ТГ неизвестна. После прекращения работ он был отправлен на хранение на полигон в Кубинке, а затем — в ВАММ им. Сталина, где и находился вплоть до начала Великой Отечественной войны. Вероятнее всего, во время войны танк пошёл в переплавку.

## Оценка машины
По заложенным в конструкцию танка новшествам ТГ, несомненно, был очень оригинальной и новаторской машиной, намного превосходящей общий уровень мирового танкостроения того времени. Он сочетал в себе высочайшую для среднего танка того времени огневую мощь, хорошие бронезащиту и подвижность, плавность хода и удобство работы экипажа. Управление механизации и моторизации РККА проявляло к ТГ заслуженно большой интерес, планируя использовать его как «танк дальнего действия». Несмотря на ряд технологических сложностей, производство ТГ намеревались развернуть на отечественных заводах. В случае успеха ТГ составил бы серьёзную конкуренцию среднему танку Т-28, разрабатывавшемуся параллельно. Стоит особо отметить, что характер вооружения танка — две пушки с высокой начальной скоростью снаряда — предопределял основной задачей машины уничтожение вражеской бронетехники, то есть фактически ТГ мог играть роль истребителя танков.
Однако ТГ слишком опередил своё время. Отказ от принятия танка на вооружение был вызван не столько низкой надёжностью машины, отсутствием оригинального двигателя, либо результатами огневых испытаний (сведений о которых не имеется), сколько крайне высокой стоимостью производства и общим несоответствием уровня развития технологий отечественной промышленности того периода требованиям к точности изготовления сложных элементов конструкции ТГ (что и влекло за собой низкую надёжность танка). Это означало невозможность серийного производства и быстрого удовлетворения потребностей Красной Армии в средних танках, что в конечном итоге и предопределило судьбу ТГ.
Вместе с тем, в ходе работ по созданию и испытаниям экспериментального ТГ советские конструкторы приобрели богатый опыт по конструированию машин такого класса. Многие технические решения были использованы при разработке и производстве новых отечественных танков, в частности, Т-35.